# Kayleigh McEnany
Kayleigh McEnany (ur. 18 kwietnia 1988 w Tampa) – amerykańska konserwatywna komentatorka polityczna i eseistka związana z telewizją Fox News. Od 7 kwietnia 2020 do 20 stycznia 2021 pełniła funkcję sekretarza prasowego Białego Domu, zastępując Stephanie Grisham.

## Biografia
McEnany urodziła się w 1988 roku i dorastała na Florydzie, gdzie uczęszczała do Academy of the Holy Names, prywatnej katolickiej szkoły dla dziewcząt. Ukończyła Harvard Law School z tytułem Juris Doctor, oraz politykę międzynarodową z tytułem Bachelor of Science na Uniwersytecie Georgetown. Przez rok studiowała także politykę i stosunki międzynarodowe na Uniwersytecie Oksfordzkim.
Swoją karierę w polityce zaczynała jako stażystka u byłego kongresmena z Florydy – Adama Putnama, a później w Biurze ds. Mediów w Białym Domu za administracji prezydenta George'a W. Busha. Była współpracowniczką w The Hill i felietonistką Above the Law. Karierę w mediach rozpoczęła jako stażystka w Fox News, gdzie później została asystentką produkcji.
Do 2017 roku pracowała w CNN jako komentator polityczny. Następnie pełniła funkcję krajowego rzecznika Republikańskiego Komitetu Narodowego (RNC). Zanim została sekretarzem prasowym Białego Domu, była krajowym sekretarzem prasowym kampanii prezydenta Donalda Trumpa. W marcu 2021 dołączyła do sieci Fox News.
W 2018 roku McEnany napisała swoją pierwszą książkę, pt. „The New American Revolution: The Making of a Populist Movement”.